# Římskokatolická farnost Žleby
Římskokatolická farnost Žleby je územním společenstvím římských katolíků v rámci kutnohorsko-poděbradského vikariátu královéhradecké diecéze.

## Historie
Farní kostel ve Žlebech je renesanční stavba z roku 1570.

## Duchovní správci
- 1695–1730 Karel František Tejnický († 2. května 1730 Žleby)
- 1730–1773 Jan Eger
- 1773–1783 Karel Vorel
- 1873–1827 Josef Kratochvíle (1752 – 20.5.1827 Žleby)
- 1827–1852 František Červenka
- 1852–1858 Josef Rašek (1792 – 6.8.1858 Žleby)
- 1858–1879 Jan Wolf (6. února 1819 – 20. března 1879 Žleby)
- 1879–1899 František Vomáčka (odešel na odpočinek)
- 1899–1924 Antonín Schreiber (dříve ve Slatiňanech)
- 1924–1936 Antonín Mrkvička
- 1936–1937 František Myslivec
- 1937–1943 Emanuel Ulrych
- 1943–1944 Josef Nouza
- 1944–1948 Josef Turek
- 1948–1949 Miloslav Zavřel
- 1949–1996 Josef Čech, děkan
- 1996–1996 Josef Matras
- 1996–1997 František Makovec
- 1997–1997 Pavel Cepek
- 1997–2005 Vít Horák
- od roku 2005 Josef Pikhart

Farnost má sídelního duchovního správce, který je zároveň ex currendo administrátorem farnosti Zbyslav. 1. ledna 2009 se farnost Žleby stala právním nástupcem farnosti Potěhy, která s ní byla k tomuto datu sloučená.

## Kostely
- Kostel Narození Panny Marie ve Žlebech (farní)
- Kostel Navštívení Panny Marie v Kamenných Mostech (filiální)
- Kostel svatého Václava v Bratčicích (filiální)
- Kostel svatého Václava v Horkách (filiální)
- Kostel svaté Kateřiny v Licoměřicích (filiální)
- Kostel svatého Bartoloměje v Okřesanči (filiální)
- Kostel svatého Gotharda v Potěhách (filiální)
- Kostel Nanebevzetí Panny Marie ve Schořově (filiální)
- Kostel svatého Václava v Přibyslavicích (filiální)